# Myiopharus exigua
Myiopharus exigua là một loài ruồi trong họ Tachinidae.